# Cappella Antoniter
Il complesso della cappella Antoniter (Antoniterkapelle e Antoniterhaus) di Magonza fu costruito nel XIV secolo col nome di Antonihof. L'area alla periferia di Magonza, nell'Alto Medioevo, era rimasta inattiva per molto tempo dopo la fine del culto di Iside nel Santuario di Iside e della Magna Mater verso la fine del III secolo a.C. Dalla metà del XIII secolo alla fine del XIV, quando Magonza era una città libera, sorsero molti monasteri, le cui chiese sono ancora visibili oggi: il Monastero Agostiniano (1260), il Monastero dei Carmelitani (1290), la Certosa dietro l'Abbazia di Sant'Albano (1330) e il Monastero Antonita, in seguito Armklara.

## Stile
A quel tempo Magonza subì influssi, da Colonia e Friburgo, nonché dalla regione di Lahn, che elaborò e sviluppò. La Cappella Antonita fu costruita in stile gotico. Il portale dell’Antoniterkapelle è ancora decorato con il simbolo dell'ordine, l’Antoniterkreuz a forma di T. La cappella è composta da una navata, che è stata aggiunta al coro. I dipinti restaurati della volta mostrano santi in cornici di trafori. Si tratta dell'unico ciclo originale di affreschi in una chiesa medievale di Magonza.

## Ubicazione

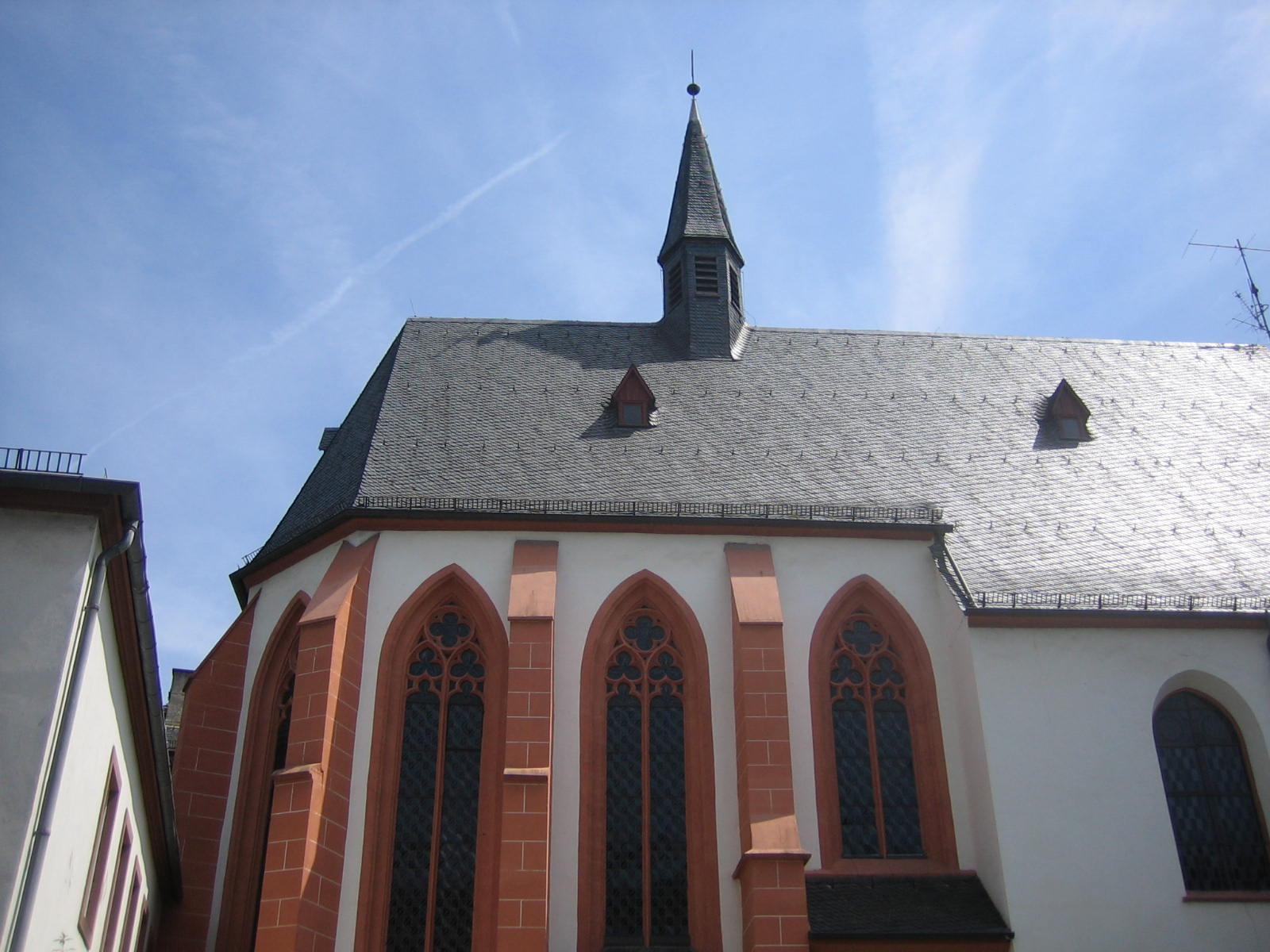
Antoniterkapelle di Klarastraße

Il complesso di edifici era all'angolo di Rosengasse/Klarastraße. La Rosengasse, in precedenza Auf der Rose, assunse il nome dalla casa di Jungfrauen in der Rosen all'angolo della Pfandhausstrasse. Oggi la strada prende il nome da Adolph Kolping. Il lato lungo era sul vecchio vicolo chiamato Am Saukopf molto prima, in quanto vi era un allevamento di maiali. Sopra l'ingresso principale del vicino Palazzo Dalberg, erano scolpite tre teste di maiali.

## Antoniter
La cappella originaria fu costruita intorno al 1134. Nel 1332 un Mechtildis donò la cappella, che era stata costruita dal 1330 e dedicata a sant'Antonio abate, a Frater Nikolaus von Andernach che divenne così il fondatore del monastero successivo. Nikolaus morì nel 1333 e fu sepolto nella chiesa. L'Antoniter esisteva a Magonza dal 1324.

## Utilizzo
I canonici Antoniti si prendevano cura dei malati che soffrivano a quel tempo del cosiddetto fuoco di Antonius. Per fare questo, avevano un cerusico nel loro Thönes o Thöngeshof. Nel 1528 il precettore dell' Antoniterhaus di Höchst cedette il monastero all'elettore Alberto di Hohenzollern; poco dopo l’Antonihof fu chiuso a causa della mancanza di giovani monaci. Anche i sette religiosi appena aggiunti, che erano stati espulsi dal monastero cistercense di Haina dal Langravio dell'Assia, non poterono salvare il monastero. Alla morte dell'abate Ditmar, i monaci rimasti furono collocati altrove. Dal 1574 era sede del Walpoden (organo giudiziario), utilizzato come luogo ufficiale. All'epoca l'elettore Daniel Brendel von Homburg lasciò l'edificio del monastero e la chiesa al Walpoden, che lo trasformò in stalla.

## Clarisse

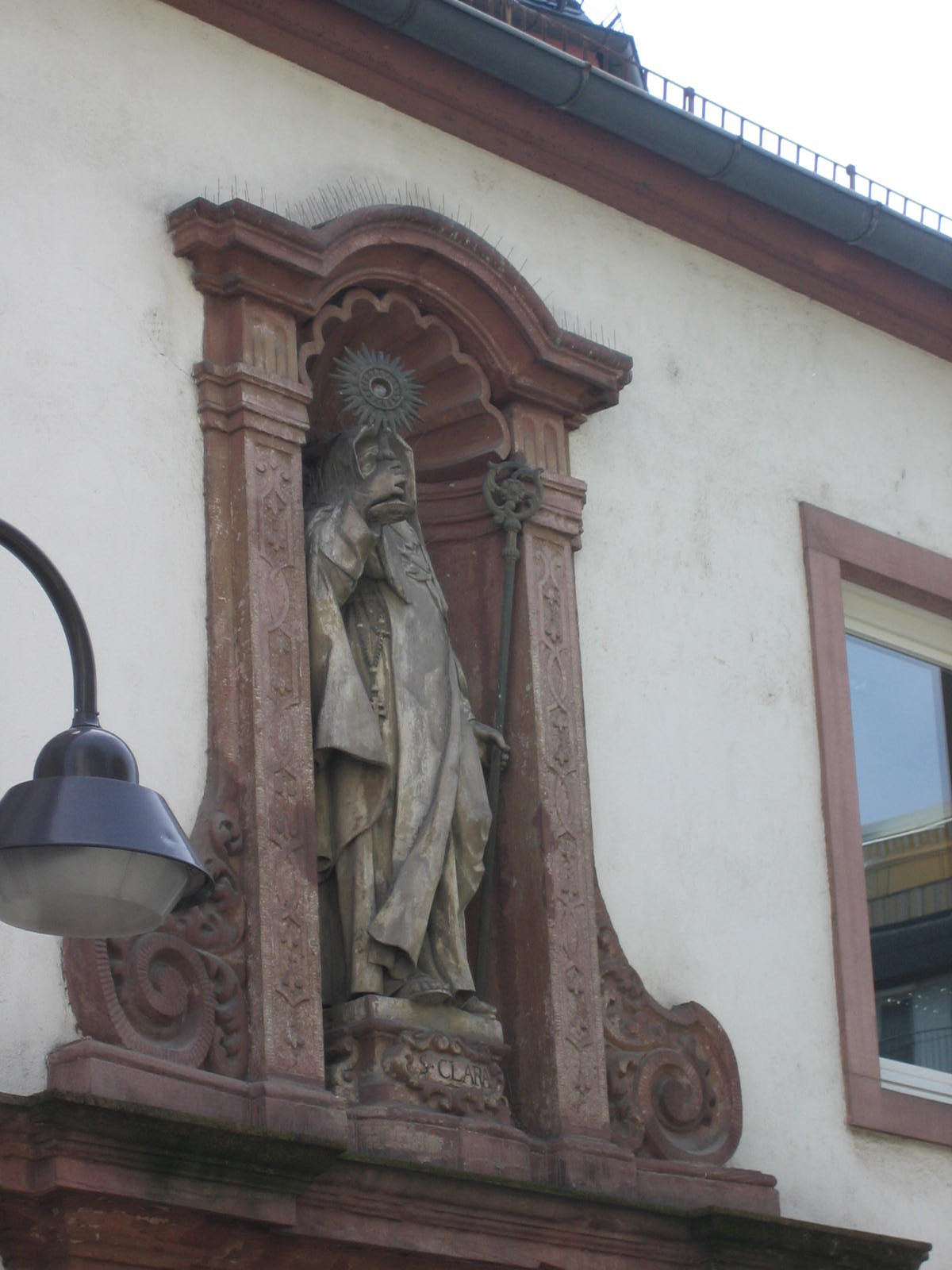
Statua di Santa Chiara, di Burkard Zamels, sul portale della cappella.

Dal 1619 in poi venne dato alle monache Clarisse. Il padre generale francescano Nikolaus Vigerius di Colonia mandò quattro religiose del monastero Marientempel di Glockengasse a Colonia. Queste erano le povere clarisse, che seguivano una regola ancora più rigorosa e si differenziavano così dalle ricche clarisse, che vivevano a Magonza dal 1272. La fondatrice dell'ordine di entrambe le congregazioni, Santa Chiara d'Assisi, si trova ancora oggi rappresentata in una scultura all'ingresso di Klarastraße. L'elettore Johann Schweikhard von Kronberg lasciò loro il monastero Antonita a condizione che fornissero al Walpoden una sede sostitutiva. Nel 1700 le monache costruirono un complesso a quattro ali nel collegamento sud-ovest con la chiesa e nel 1726 l'edificio del monastero in tre parti su Klarastraße, ancora oggi presente. A quel tempo, al monastero fu concesso il permesso di includere parzialmente la Töngesplatz di fronte al nuovo edificio. 
Come tutti i monasteri, l’Arm-Klarenkloster fu chiuso durante il dominio napoleonico.

## Uso successivo
Dal 1806 al 1903 una scuola di ostetricia, con un ospedale di maternità integrato, continuò il lavoro di beneficenza delle clarisse. C'era anche un cosiddetto Triller, un precursore della ruota, per i bambini che venivano abbandonati. Fu poi sede della posta, della cassa di risparmio e dell'autorità edile della città di Magonza e di nuovo uno studio medico. La cappella servì per un po' per gli anglicani e dal 1876 tornò all'uso cattolico antico. 
La chiesa fu distrutta da un incendio nel 1942 durante la seconda guerra mondiale, ma fu restaurata nel 1948. A quel tempo fu disegnata la nuova cappella della casa di Kolping di fronte. Durante il restauro, vennero scoperti alcuni affreschi d'epoca, sulla volta, e restaurati.

## Uso oggi
Gli edifici di oggi sono utilizzati dalla diocesi di Magonza come sede dell'istituto di musica sacra. Per questo motivo, l’Antoniuskapelle è dotata di uno dei diversi organi di Magonza. Un liturgia in lingua portoghese vi viene celebrata quasi ogni domenica. Come intimo spazio all'interno della città, la cappella viene spesso utilizzata anche per cerimonie nuziali.